# Liste des gares de la wilaya de Skikda
La liste des gares de la wilaya de Skikda est une liste des gares ferroviaires situées dans la wilaya de Skikda, en Algérie.

## Gares ferroviaires dans la wilaya
La wilaya de Skikda compte treize gares. Elles sont exploitées par la Société nationale des transports ferroviaires (SNTF).
| Gare                    | Commune         | Lignes                                                        |
| ----------------------- | --------------- | ------------------------------------------------------------- |
| Gare de Aïn Bouziane    | Aïn Bouziane    | Alger à Skikda                                                |
| Gare de Aïn Kechra      | Aïn Kechra      | Ramdane Djamel à Jijel                                        |
| Gare de Aïn Rouibah     | Bin El Ouiden   | Ramdane Djamel à Jijel                                        |
| Gare d'Azzaba           | Azzaba          | Djamel à Annaba                                               |
| Gare d'El Harrouch      | El Harrouch     | Alger à Skikda                                                |
| Gare d'Emdjez Edchich   | Emdjez Edchich  | Ramdane Djamel à Jijel                                        |
| Gare de Hamadi Krouma   | Hamadi Krouma   | Alger à Skikda                                                |
| Gare de Ramdane Djamel  | Ramdane Djamel  | Alger à Skikda Ramdane Djamel à Annaba Ramdane Djamel à Jijel |
| Gare de Sahki Ahmed     | Salah Bouchaour | Alger à Skikda                                                |
| Gare de Salah Bouchaour | Salah Bouchaour | Alger à Skikda                                                |
| Gare de Sidi Mezghiche  | Sidi Mezghiche  | Ramdane Djamel à Jijel                                        |
| Gare de Skikda          | Skikda          | Alger à Skikda                                                |
| Gare de Tamalous        | Tamalous        | Ramdane Djamel à Jijel                                        |

| \| Aïn Bouziane Aïn Kechra Aïn Rouibah Azzaba El Harrouch Emdjez Edchich Hamadi Krouma Ramdane Djamel Sahki · Ahmed Salah Bouchaour Sidi Mezghiche Skikda Tamalous \| Localisation des gares de la wilaya de Skikda |
| Aïn Bouziane Aïn Kechra Aïn Rouibah Azzaba El Harrouch Emdjez Edchich Hamadi Krouma Ramdane Djamel Sahki · Ahmed Salah Bouchaour Sidi Mezghiche Skikda Tamalous                                                     |

## Lignes ferroviaires dans la wilaya
La wilaya est traversée par trois lignes : 
- la ligne d'Alger à Skikda ;
- la ligne de Ramdane Djamel à Annaba ;
- la ligne de Ramdane Djamel à Jijel.